# Unité urbaine de Luzech
L'unité urbaine de Luzech est une unité urbaine française centrée sur la ville de Luzech, dans les départements du Lot.

## Données globales
En 2010, selon l'Insee, l'unité urbaine de Luzech est composée de trois communes.

## Composition de l'unité urbaine
La liste ci-dessous, établie par ordre alphabétique, indique les communes appartenant à l'unité urbaine de Luzech, selon la nouvelle délimitation de 2010, avec leur population municipale, issue du recensement le plus récent  :
| Nom    | Code Insee | Département | Statut       | Superficie (km2) | Population (dernière pop. légale) | Densité (hab./km2) | Modifier                                    |
| ------ | ---------- | ----------- | ------------ | ---------------- | --------------------------------- | ------------------ | ------------------------------------------- |
| Albas  | 46001      | Lot         | banlieue     | 21,84            | 529 (2022)                        | 24                 | modifier les données · modifier les données |
| Luzech | 46182      | Lot         | ville-centre | 22,13            | 1 758 (2022)                      | 79                 | modifier les données · modifier les données |
| Parnac | 46214      | Lot         | banlieue     | 5,77             | 382 (2022)                        | 66                 | modifier les données · modifier les données |

## Évolution démographique
L'évolution démographique ci-dessous concerne l'unité urbaine selon le périmètre défini en 2010.
| 1968  | 1975  | 1982  | 1990  | 1999  | 2009  | 2014  |
| ----- | ----- | ----- | ----- | ----- | ----- | ----- |
| 2 139 | 2 373 | 2 475 | 2 427 | 2 563 | 2 601 | 2 641 |

| 2015  | 2018  | - | - | - | - | - |
| ----- | ----- | - | - | - | - | - |
| 2 680 | 2 705 | - | - | - | - | - |